# Мильники (Вертіївська сільська громада)
Мильники (з 1928 по 2016 рік — Григорівка) — село в Україні, у Вертіївській сільській громаді Ніжинського району Чернігівської області. Населення становить 348 осіб. До 2020 орган місцевого самоврядування — Колісниківська сільська рада.

## Історія

### Легенда
На початку 17 століття на старому заболоченому руслі річки Остер люди побачили образ Миколая Угодника. Однак підійти чи підпливти до нього не вдавалося - образ зникав. Диво спостерігалося кілька днів. Незабаром жителі села звернулися по пораду до ченців Ніжинського Ветхоріздвяного монастиря, які порадили осушити русло. Після цього чудотворна ікона із зображенням Миколая Угодника потрапила до місцевих жителів. Незабаром, на місці висушеного болота, було насипано пагорб, а на ньому споруджено каплицю, куди й перенесли образ Миколая Чудотворця. Навколо каплиці стали селитися люди. Пізніше на місці каплиці було збудовано дерев'яний храм на честь Миколая Чудотворця.  
Засноване між 1633 та 1640 рр.. [неавторитетне джерело]
12 червня 2020 року, відповідно до розпорядження Кабінету Міністрів України № 730-р «Про визначення адміністративних центрів та затвердження територій територіальних громад Чернігівської області», увійшло до складу Вертіївської сільської громади. 

19 липня 2020 року, в результаті адміністративно-територіальної реформи, увійшло до складу новоутвореного Ніжинського району.

## Населення

### Мова
Розподіл населення за рідною мовою за даними перепису 2001 року:
| Мова       | Кількість | Відсоток |
| ---------- | --------- | -------- |
| українська | 338       | 97.13%   |
| російська  | 10        | 2.87%    |
| Усього     | 348       | 100%     |

## Галерея

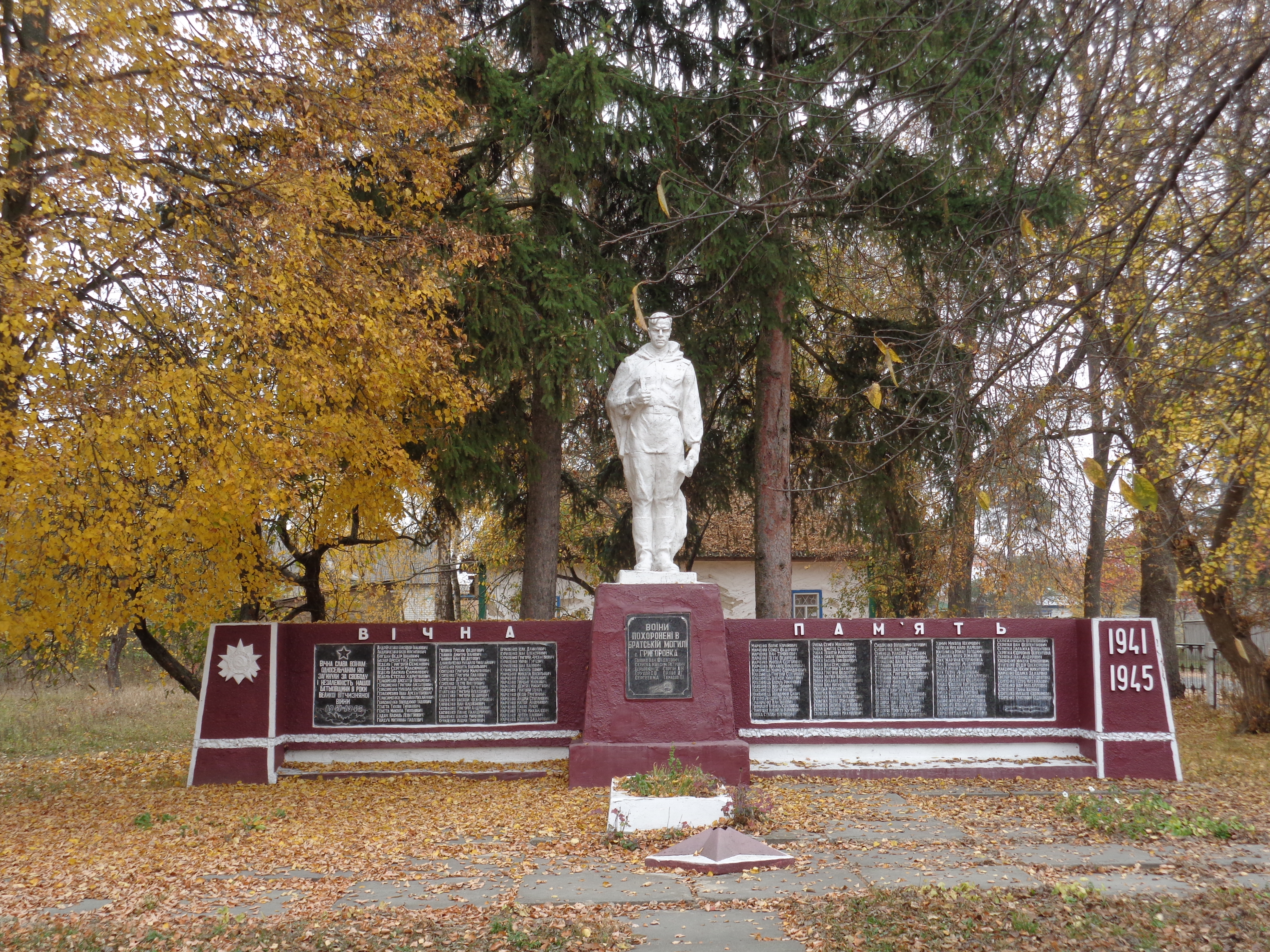
Братська могила 6 радянських воїнів, які загинули у вересні 1943р., Мильники (Григорівка), центр
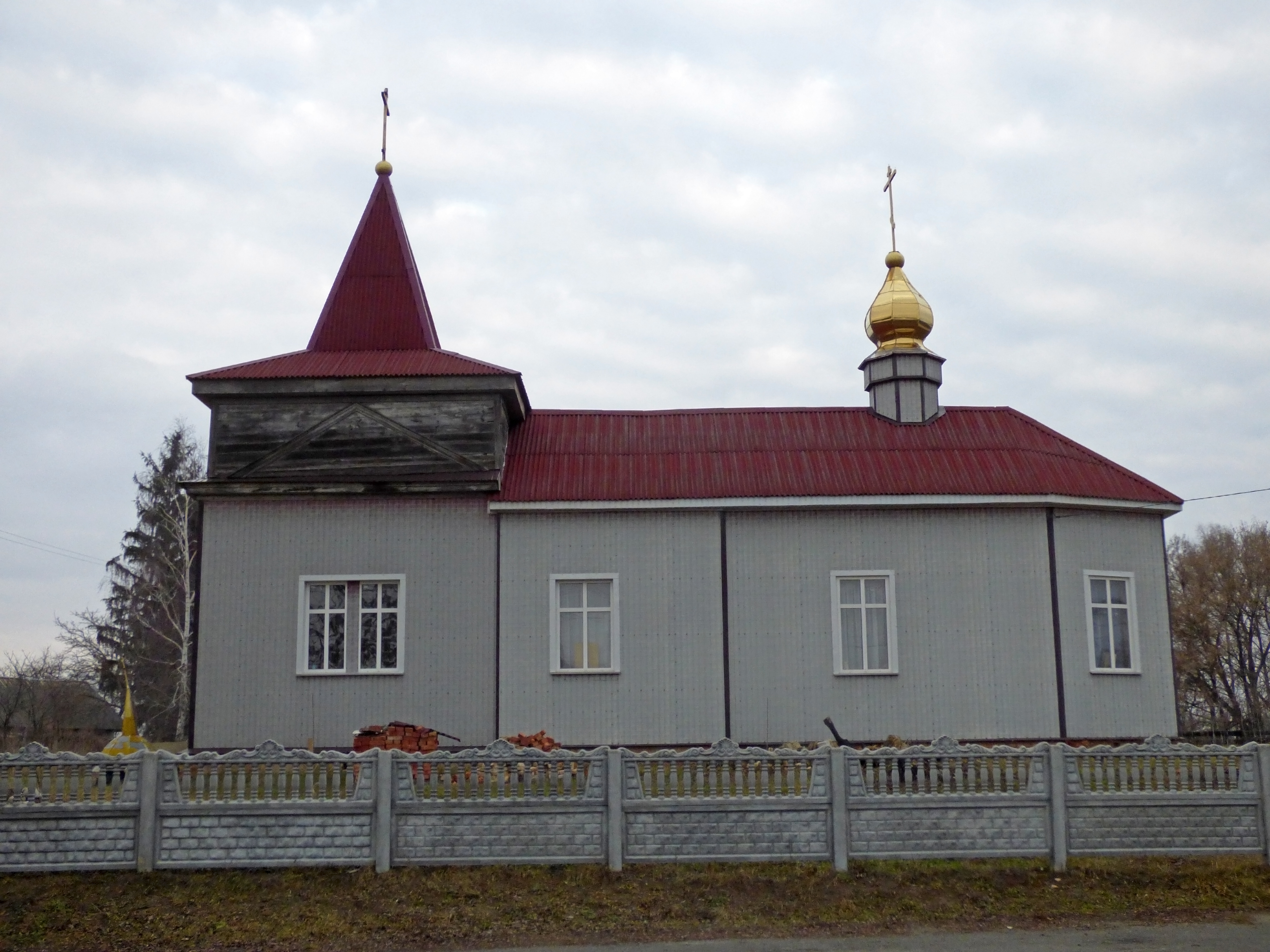
Мильники, церква. Видно збережені дерев'яні частини старої споруди.
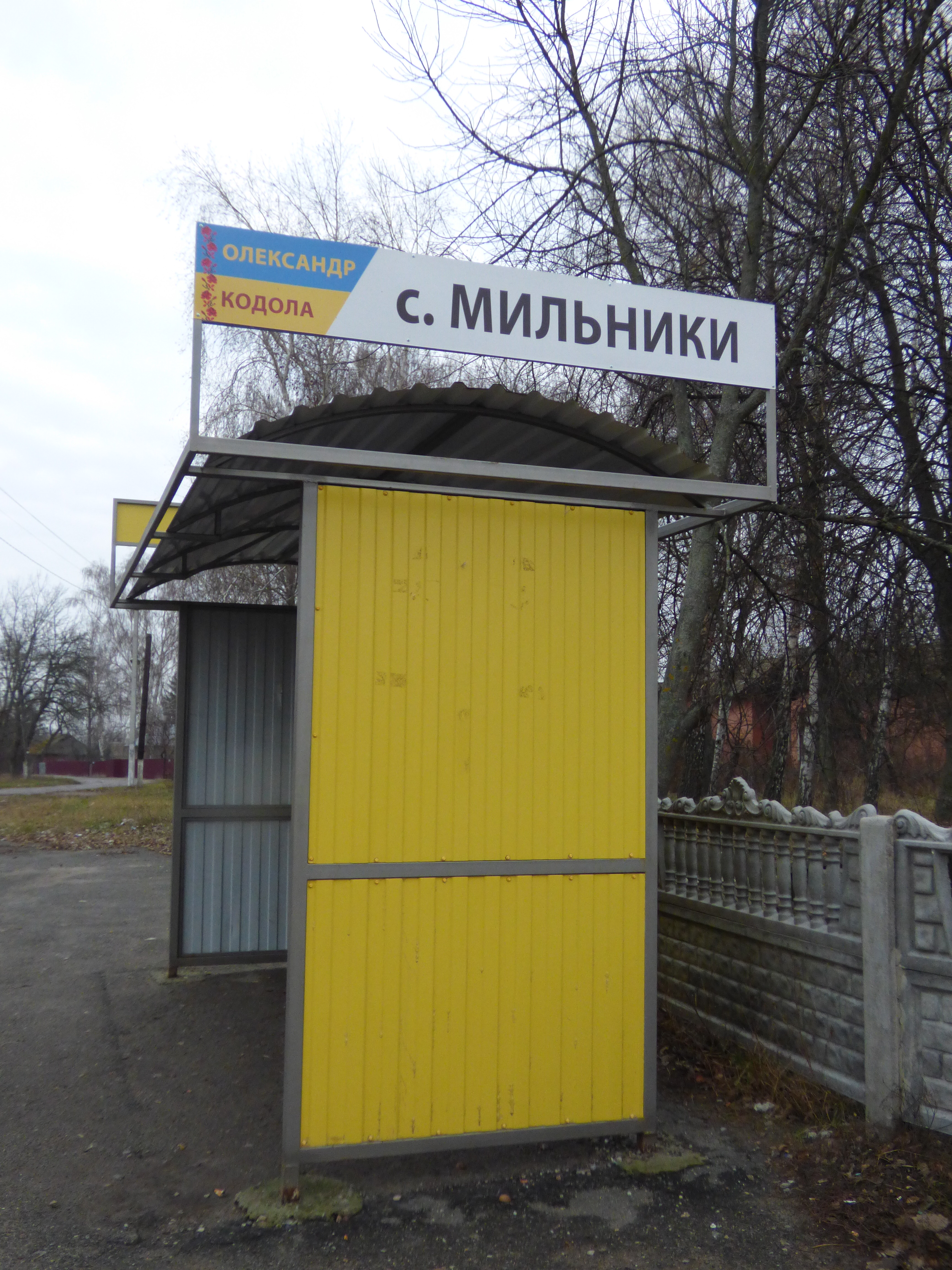
Мильники, зупинка

## Проект символіки
У зеленому щиті золота ікона з образом Святого Миколая. Контурами рогозу відділена срібна глава, в якій три пурпурові квітки мильняку або собачого мила (saponaria). Квітки мильняку вказують на назву села – Мильники (герб є промовистим). Вісім суцвіть ("качалок") рогозу символізують вісім історичних частин (кутків) села Мильники: Хутір, Тарасенкове, Загребелля, Ломаковщина, Ковалівка, Закордон, Центр і Британове.